# Bryolymnia castrena
Bryolymnia castrena là một loài bướm đêm trong họ Noctuidae.